# Грабовац (Пећ)
Грабовац (алб. Graboc) је насељено место у општини Пећ, на Косову и Метохији. Према попису становништва из 2011. у насељу је живело 403 становника.

## Становништво
Према попису из 2011. године, Грабовац има следећи етнички састав становништва:
| Националност | 2011.        |
| Албанци      | 394 (97,77%) |
| Бошњаци      | 9 (2,23%)    |
| Укупно       | 403          |

| Демографија | Демографија | Демографија |
| Година      | Становника  | Становника  |
| ----------- | ----------- | ----------- |
| 1948.       | 225         |             |
| 1953.       | 262         |             |
| 1961.       | 295         |             |
| 1971.       | 370         |             |
| 1981.       | 496         |             |
| 1991.       | 552         |             |
| 2011.       | 403         |             |